# ويندوز إنك
ويندوز إنك (بالإنجليزية: Windows Ink) (حَرفيًّا: حبر ويندوز) هيّ مجموعة من التطبيقات المصممة للأجهزة التي تعمل باللمس، تعد جزءًا من ويندوز 10 وتَمَّ إصدارها منذ أواخر عام 2016. بالاقتران مع قلم مُضمن وغيرها.

## استخدام
تُساعد الأداة هذه على تحرير النص وكتابة الملاحظات الملصقة والتقاط لقطة شاشة لسطح المكتب - ثم توصيفها واقتصاص ما تَمَّ إنشاؤه. هناك أيضًا خيار لاستخدام الأداة من شاشة القفل حتى إذا لم يتم تسجيل الدخول إلى الجهاز.

## الإضافات المُضمنة
لن يرى العديد من المستخدمين مساحة عمل ويندوز إنك (بالإنجليزية: Windows Ink Workspace) أبدًا إذا لم يستخدموا قلمًا رقميًا مع أجهزة الكمبيوتر الخاصة بهم. ومع ذلك، تتيح مايكروسوفت للمستخدمين الذين لا يستخدمون القلم لتشغيل البرنامج في نظام التشغيل ويندوز 10 والتحقق من ذلك.
تأتي التطبيقات المُضمنة في الإضافة:
- ستيكي نوتس (بالإنجليزية: Sticky Notes)[1]
- سكيتش باد (بالإنجليزية: Sketchpad)[3]
- سكرين سكيتش (بالإنجليزية: Screen sketch)[3]

## رَوابط خَارجيَّة
- Branscombe, Mary (17 Sep 2018). "How to use ink in Windows and Office" [كيفية استخدام إنك في ويندوز وأوفيس]. TechRepublic (بالإنجليزية الأمريكية). Archived from the original on 2022-01-25. Retrieved 2022-08-13.